# تامارا كارسافينا
تمارا بلاتونوفنا كارساڤينا (بالروسية: Тамара Платоновна Карсавина؛ 9 مارس 1885 – 26 مايو 1978) كانت راقصة باليه روسية رئيسية، مشهورة بجمالها، وكانت فنانة رئيسية في باليه الإمبراطورية الروسية ولاحقًا في فرقة باليه روسيا سيرجي دياغيليف. بدأت بتعليم الباليه بشكل احترافي بعد استقرارها في بريطانيا بمنطقة هامبستيد في لندن وأصبحت معروفة كواحدة من مؤسسي الباليه البريطاني الحديث. ساعدت في تأسيس فرقة الباليه الملكية وكانت عضوًا مؤسسًا في الأكاديمية الملكية للرقص، التي تُعد اليوم أكبر منظمة لتعليم الرقص في العالم.

## وصلات خارجية
- تامارا كارسافينا على موقع IMDb (الإنجليزية)
- تامارا كارسافينا على موقع الموسوعة البريطانية (الإنجليزية)
- تامارا كارسافينا على موقع مونزينجر (الألمانية)
- تامارا كارسافينا على موقع ميوزك برينز (الإنجليزية)
- تامارا كارسافينا على موقع قاعدة بيانات الأفلام السويدية (السويدية)
- تامارا كارسافينا على موقع قاعدة بيانات الفيلم (الإنجليزية)
- تامارا كارسافينا على موقع كينوبويسك (الروسية)
- Karsavina: A website with complete information about Karsavina's birth and death.
- The Ballerina Gallery - Tamara Karsavina
- Tobacco cards